# Roques (Górna Garonna)
Roques – miejscowość i gmina we Francji, w regionie Oksytania, w departamencie Górna Garonna.
Według danych na rok 1990 gminę zamieszkiwały 2662 osoby, a gęstość zaludnienia wynosiła 286 osób/km² (wśród 3020 gmin regionu Midi-Pireneje Roques plasuje się na 128. miejscu pod względem liczby ludności, natomiast pod względem powierzchni na miejscu 1143.).